# Romulea cruciata
Romulea cruciata är en irisväxtart som först beskrevs av Nikolaus Joseph von Jacquin, och fick sitt nu gällande namn av Augusto Béguinot. Romulea cruciata ingår i släktet Romulea och familjen irisväxter.

## Underarter
Arten delas in i följande underarter:
- R. c. cruciata
- R. c. intermedia